# (95782) Hansgraf
(95782) Hansgraf ist ein Asteroid des mittleren Hauptgürtels. Er wurde am 24. März 2003 von dem US-amerikanischen Amateurastronomen Joseph A. Dellinger am George-Observatorium (IAU-Code 735) entdeckt. Das George-Observatorium gehört zum Houston Museum of Natural Science und befindet sich im Brazos Bend State Park des Houstoner Vorortes Needville. Sichtungen des Asteroiden hatte es vorher schon am 12. und 27. Mai 1999 unter der vorläufigen Bezeichnung 1999 JU128 an der Lincoln Laboratory Experimental Test Site (ETS) in Socorro, New Mexico im Rahmen des Projektes Lincoln Near Earth Asteroid Research (LINEAR) gegeben.
Der Asteroid gehört zur Juno-Familie, einer Gruppe von Asteroiden, die nach (3) Juno benannt ist. Die zeitlosen (nichtoskulierenden) Bahnelemente von (95782) Hansgraf sind fast identisch mit denjenigen von 29 anderen Asteroiden, von denen, wenn man alleine von der Absoluten Helligkeit ausgeht, (48540) 1993 TW8 der größte ist.
(95782) Hansgraf wurde am 28. Dezember 2012 nach dem österreichischen Dirigenten Hans Graf benannt, der von 2001 bis 2013 Chefdirigent des Houston Symphony Orchestras war.